# 叶叔华
叶叔华（1927年6月21日—），女，祖籍广东顺德，生于广东广州，中国天文学家，上海天文台教授，因在60年代实现了世界上最精确的世界时测量之一而闻名，并在中国建立了甚长基线干涉测量（VLBI）和卫星激光测距（SLR）技术。
她曾担任上海天文台台长、中国天文学会副会长和国际天文学联合会副主席。她是中国科学院院士和英国皇家天文学会的外籍院士。小行星3241 Yeshuhua就是以她的名字命名的。她曾获得何梁何利天文学奖。

## 生平
1927年生于广东广州，祖籍广东顺德。1949年毕业于中山大学。1951年加入中国科学院紫金山天文台徐家汇观象台。1980年当选为中国科学院学部委员（后改称院士）。中国科学院上海天文台研究员，曾任该台台长（1981年），国际天文学联合会副主席，上海市科学技术协会主席等。叶叔华也成為中国第一个女天文台台长。1994年，国际小行星组织將一顆小行星命名為“叶叔华星”。
1995年5月，中国科学技术协会第四次代表大会召开，并选举产生第四届全国委员会。5月27日，第四届全国委员会第一次会议召开，其被选为副主席。1998年3月，第九届全国人大第一次会议上，他当选全国人民代表大会常务委员会委员。2001年6月，中国科学技术协会第六次全国代表大会召开，并选举其出任第六届全国委员会荣誉委员。